# 西班牙语f–h语音变化
f-h語音變化（西班牙語：Cambio fonético «f → h»）是屬於羅曼語族的卡斯蒂利亞語（即西班牙語，後文同）最爲顯著的一個特徵。（但在加斯科語、摩爾達維亞和特兰西瓦尼亚的羅馬尼亞語，東阿斯圖里亞斯語及其他羅曼語中也有此種現象）。這種現象指卡斯蒂利亞語中來自拉丁語的詞首f-會在一些固定條件下變爲h-。在多數標準西班牙語中，該發音最終都消失了，但同時也存在一些在某些詞彙中保留其發音的方言地區，如安達魯西亞大部分地區，埃斯特雷马杜拉及拉丁美洲（阿斯圖里亞斯語的東部方言也保留部分保留，這也是該語言的一個特徵。在其與卡斯蒂利亞語的過渡方言坎塔布連方言及埃斯特雷馬杜拉語中也存在該現象）。該條目主要闡述現有研究及其成果，此外也會提到一些關於可能的影響因素的假設和理論。

## 拉丁語音韻學中的音素/f/

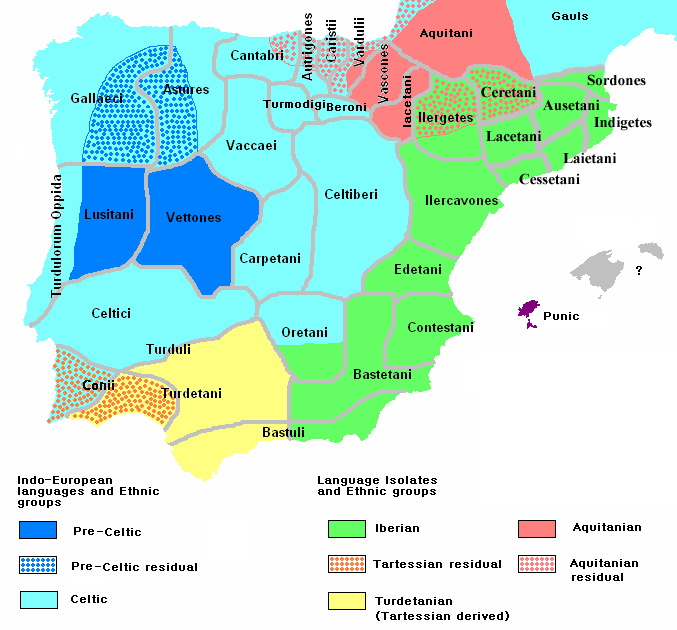
伊比利亞半島在前羅馬時代的民族分佈。其語言可能對這一過程有影響。

### 輔音系統中/f/的地位
在拉丁源的詞語中，/f/只能夠出現在詞首，其他出現在詞中的該音素通常是來自其他語言的借詞（例如RUFUS，意爲紅色）。當然，一些帶有前綴的詞語，其第二個語素也是可能以F-開頭的，這種情況下的拉丁源詞彙/f/也會出現詞中，如：DE-FENDERE 「防禦」，CON-FUNDERE 「混淆」等等。該輔音是唯一一個脣齒擦音（其他擦音有/s/和/h/，後者在大約一世紀消失），因此在整個輔音系統中顯得尤爲不穩定，從而更容易在語音演變中受到影響。

### /f/的真實發音是否是[f]
除了上述提及到的，字位F的發音有可能不是脣齒音，而是雙脣擦音[ɸ]。 而由於/f/是一個孤立音素，很有可能在實際發音中有兩種同位異音。一些研究者誰？認爲這也可能是卡斯蒂利亞語在當地其他印歐語影響下獨自發展出的一種特點，雖然這並非普遍現象。這種假設雖然有可能，但是並沒有辦法證實。總而言之，伊比利亞半島上的羅曼方言其發音更有可能是雙脣的形式。
/f/可以在加泰隆尼亞語，法語，意大利語，葡萄牙語以及羅馬尼亞語中找到。可以類比這些語言中[β] > [v]的過程：拉丁語原本的半元音/w/在經過一系列變化後變爲[β]最後在口語中變成了脣齒音/v/ ；但是在伊比利亞半島北部，最後這一過程卻沒有完成。因此，如果/f/是一個脣齒擦音，它就會缺少配對的濁音從而和整個輔音系統難以調和。

## 卡斯蒂利亞語中/f/的發展

### 可能存在的音位變體及其分佈
若/f/表現爲[ɸ]，其性質就會變得很不穩定，因此其發音也會根據其前後音素而變化。因此，[ɸ]可能表現爲「強式」或「弱式」。根據假設來源請求 該音素可以有三種音位變體：
- [h]：在後元音/o, u/前，
- [hɸ]（也作[ɸh]）：在半元音/w/前
- [ɸ]：在其他位置，即在元音/i, e, a/及輔音/j, r, l/前。

如這裏提到的/f/，當一個音素有多個變體時，它就一定存在潛在的分佈變化可能性。一些條件會使得其發音加強（如接鼻音/-nf-/或流音/-fl-, -fr-/）而另一些卻會使得其弱化直至成爲一個簡單的清音氣流。在奧克語的加斯科方言中，該發音可以忽視其前後音素而單獨表現爲[h]（雙元音ue前除外，參考後文語音條件）：
- FRATRE > hray 「兄弟」，卡斯蒂利亞語fraile (fray)
- FRUCTU > heruto，卡斯蒂利亞語fruto
- FLORE > hlor，卡斯蒂利亞語flor
- FESTA > hèsta，卡斯蒂利亞語fiesta
- FILU > híu，卡斯蒂利亞語hilo 或 filo
- FATU > hado（同卡斯蒂利亞語）
- CONFINE > couhí，卡斯蒂利亞語confín
- PROFUNDU > prouhoun，卡斯蒂利亞語profundo

值得一提的是，在拉丁歐洲其他一些地區同樣也發生過這樣的變化，例如意大利的卡拉布里亞存在着以h- 對應拉丁語F-的情形：
FABA > hava （卡斯蒂利亞語haba），FEMINA > hímmina （卡斯蒂利亞語hembra），FERRU > hierru （卡斯蒂利亞語hierro），FICU > hicu （卡斯蒂利亞語higo）。甚至在其北方的布雷西亞也存在相似情況：FAMEN > ham （卡斯蒂利亞語hambre），FEBRUARIU > hebrer （卡斯蒂利亞語febrero），FOLIA > hoja （卡斯蒂利亞語hoja）。而對於羅馬尼亞語來說，這樣的狀況在鄉下更爲常見，比如阿羅馬尼亞語和梅戈来诺-罗马尼亚语：FILIU > hiu （卡斯蒂利亞語hijo），FERRU > hier （卡斯蒂利亞語hierro）。在薩丁島局部地區，f- 則完全消失：FOCU > oku （卡斯蒂利亞語fuego），FUMU > ummu （卡斯蒂利亞語humo）。

### 歷史上卡斯蒂利亞語變化的首個書面證據
歷史上最早能證明/f /> /h/的變化或完全丟失/f/的卡斯蒂利亞語文書（包括拉里奥哈）出現在9世紀。其中一份863年的文檔名FORTICIUS以Ortiço的形式出現而另一份927年的文件則作Hortiço。從11世紀開始，這種現象開始逐漸增多，並且在卡斯蒂利亞之外也出現了。由此觀之，既然書面上已經開始斷續出現這樣的情況，那麼口語上變化應該已經在更早之前就完成了。
但是這樣的情況是否是普遍發生在卡斯蒂利亞地區，我們還不得而知。可能這種變化僅限於在社會較低階層發生來源請求，而教育良好的界層則更爲保守，並且在所有的詞彙中都維持着[f]或[ɸ]的發音，或者僅僅在後元音前發成[h]音。但是在直到語音現象被反映到書面上之前，並不能輕易下結論，因爲數個世紀以來單純的清喉擦音也被寫作f-來源請求。這一點在熙德之歌中有充分反映：其中的一個源自阿拉伯語的介詞hasta (< ḥatta)以fasta的形式出現。同時，阿拉伯語的al-ḥanbal 在卡斯蒂利亞語中發音是alfombra。所有這些都表明當時的卡斯蒂利亞語使用者並不能區分[f]和[h]。以上就是Alarcos Llorach的斷定 (1951, 39):

### 語音條件
如同上文提到的，卡斯蒂利亞語在所有元音前都發[h]音:
- FACERE > hacer
- FEMINA > hembra
- FERRU > hierro
- FILIU > hijo
- FOLIA > hoja
- FUMU > humo
- 有例外（主要是教養語）：febrero, fiebre, fiesta, filo, fin.

帶有前綴的詞彙同樣參與了這種變化：
- OFFOCARE > ahogar
- SUFFUMARE > sahumar

相反，單純的元音間-F-則通常從元來的清輔音發展爲了[β]（在書面上寫作v或b）：
- PROFECTU > provecho
- RAPHANU (< gr. ῥάφανος) > rábano

當然同時也存在例外：
- DEFENSAM > dehesa

在古卡斯蒂利亞語中，輔音串-NF-變爲了-f （或-ff-）：INFANTE > ifante 或 iffante，而之後則引入了詞源的形式並在現代西班牙語中固化爲infante。
F-在輔音前一般保留，在半元音[w]前也一樣（除安達盧西亞以及一些美洲方言地區發爲清喉擦音或清軟齶擦音），後者[w]因爲具有脣部的動作，因此有利於諸如[ɸ]或[f]脣音的保留：
- FLORE > flor
- FRIGIDU > frío
- FORTE > fuerte
- FUIMUS > fuimos
- FONTIS > fuente
- FOCUS > fuego

但是也有少數一些輔音串FL-丟失了F-（如FLACCIDU > lacio），因爲這種情況下可能會出現[hl-]這樣的發音；不過總的來說大多數這樣的條件下f都會得以保留（當然也會有其他因素影響，比如顎化作用下CL-和PL-會變爲ll-）。

## /f /> /h/的變化與巴斯克語-拉丁語雙語使用

### 巴斯克語底層的爭議
拉蒙·梅嫩德斯·皮达尔提出了所有解釋當中最爲系統的假設，並且被廣泛接受。根據他的學說，巴斯克-坎塔布里-伊比利亞底層是導致這一變化的元音。理論指出，巴斯克及坎塔布里人（也包括伊比利亞人）的語言中缺少[f]，由於在聽感上的相似性，他們便使用[h]來代替這一讀音。這和這一變化首先始於卡斯蒂利亞北部這一事實相吻合：在這一區域人們使用巴斯克語，此外在比利牛斯山的另一邊，在古代史中加斯科涅的原住民也使用巴斯克語以及一種相似的語言。
雖然在羅馬尼亞的其他地區也發生了同樣的變化，但是只有卡斯蒂利亞及加斯科語最終穩固並普及開來。也就是說這兩個地區的存在證明了巴斯克-阿基坦人在羅馬人到來之前就已經生活在這一帶了。

### 對底層理論的反對意見
在上一節中所介紹的理論乍一看似乎相當合理。但是也有一些反對意見。首先，以目前的研究來看，並不能確定在中世紀[h]這一音素是否存在於巴斯克語。考慮到這一點，令人不得不懷疑是否真正存在用[h]代替了[f]這一情況。（梅嫩德斯·皮达尔肯定的認爲[f]是脣齒音而不是雙脣音）。此外，巴斯克人是否真的不能發出脣齒音的[f]這點也值得懷疑。（因爲部分巴斯克方言中雙脣擦音的[f]在元音間演變爲了脣齒音）。以上是由巴斯克語言學家Koldo Mitxelena 提出的(1957, 126):。
另一個用於反駁巴斯克底層理論的依據則是在納瓦拉這一居住着大量巴斯克語使用者的地區，詞首的/f/得到了保存。因此，如果說一部分巴斯克語使用者是造成這一變化的重要因素，那麼同樣也可以認爲納瓦拉地區的羅曼語也能夠造成一定影響。
另一些人則提出了更爲普遍的研究思路。既然在其他新拉丁語地區同樣發生了/f /> /h/這一現象，那麼這一變化並不一定和巴斯克底層有必然關聯。一些研究者認爲這一現象可以是由其內部結構原因自發導致的而並不需要去找到一個外因。根據Malmberg (1958; 1961, 75)的說法，如果我們只把這一現象當作一個去口音化的過程，那麼也就不需要去尋找其導致原因了。

### 其他假設
出了上述假設，也有一些專家從更爲抽象的角度上分析了這一問題。例如西班牙語言學家Gregorio Salvador 在其1983年的著作《地質學假說》中稱這一現象的導致原因是卡斯蒂利亞語使用者居住地區的水中缺少氟，使得他們的牙齒更易脫落而難以發出[f]。爲了證明其假說，他甚至進行了對卡斯蒂利亞和阿拉貢的水文學分析，然而其結果卻表明，兩地之間水體含氟量並沒有顯著差異。1986年，納瓦拉大學的José Ramón Maruri對Gregorio Salvador的假設提出了諷刺的結論：

## 結論
迄今爲止所有理論的問題所在都在於過度簡化了這個問題。所有的研究者，像是底層假說及其反對者，都試圖將這個問題歸因於一個簡單孤立的原因。但是有時一個因素並不能導致整個語言學上的音變，所以這個過程可能會比想象的更加複雜。
將這一現象和巴斯克底層聯繫起來的假設並沒有詳細解釋這一變化具體是怎樣進行的，也沒有去驗證其他的可能情況。此外，在這裏使用「底層」這一名詞也不是很恰當，因爲這表示在拉丁人征服伊比利亞半島之前這一過程就已經開始發生了。然而，從已知資料可以得知，這一變化是在8-10世紀才發生的。所以，在這裏使用「傍層」（adstratum）也許比「底層」（substratum）更恰當。
同時，支持底層理論的人一再強調巴斯克羅曼語雙語對這一變化的影響。而試圖以「這一現象也在羅馬尼亞的一些地方發生了」來解釋的人則忽略了同樣的語音變化在不同的地區也有可能是由完全不同的原因造成的。
總而言之，目前並沒有人真正分析透徹了這一現象的複雜性，也可以說巴斯克羅曼語雙語和語言內部結構都可以在這個過程中產生影響。另一個令人遺憾的問題是，儘管現在已經有很多相關研究並且還有更多跟進的新研究，這些成果卻被最新的語言學出版物忽略。最後，值得一提的是，出現在現代西班牙語中的f-是通過教養語及半教養語形式重新傳入西班牙語的。

## 參看
- 西班牙語歷史
- 古卡斯蒂利亞語
- 西班牙語噝音變化
- 拉丁語西班牙語語音對比